# Mátraszőlős
Mátraszőlős é um município da Hungria, situado no condado de Nógrád. Tem 29,17 km² de área e sua população em 2015 foi estimada em 1.555 habitantes.